# Onthophagus parvidens
Onthophagus parvidens là một loài bọ cánh cứng trong họ Bọ hung (Scarabaeidae).